# Anfitrión (celebración)
Un anfitrión es una persona que convida a una celebración, comida o cena en su casa o paga los gastos de la celebración en otro punto.
El significado del término proviene de la comedia del dramaturgo francés Molière llamada Anfitrión, en la cual el criado Sosias, con motivo de un banquete, en la escena final, pronuncia la siguiente frase: 

el verdadero anfitrión es aquél en cuya casa se come